# Dorothea Klein
Dorothea Klein (* 1954 in Schweinfurt) ist eine deutsche germanistische Mediävistin. Sie hatte von 2007 bis 2020 den Lehrstuhl für Deutsche Philologie, Ältere Abteilung, an der Julius-Maximilians-Universität Würzburg inne.

## Werdegang
Dorothea Klein studierte Germanistik, Geschichte und Sozialkunde an der Julius-Maximilians-Universität Würzburg und schloss im Jahr 1980 mit dem Ersten Staatsexamen ab. In der Folgezeit war sie wissenschaftliche Mitarbeiterin an den Universitäten in Würzburg, Eichstätt und Münster. Im Jahr 1985 wurde sie mit einer Arbeit über das Dramenwerk von Hans Sachs promoviert und 1996 mit einer überlieferungsgeschichtlichen Studie zur ‚Weltchronik‘ Heinrichs von München habilitiert.
Als Privatdozentin vertrat sie Professuren für deutsche Philologie des Mittelalters in Marburg und Bamberg, bevor sie 2001 auf die C4-Professur für Ältere deutsche Literatur an die Christian-Albrechts-Universität zu Kiel berufen wurde. Im Jahr 2007 nahm sie einen Ruf der Universität Würzburg auf den Lehrstuhl für Deutsche Philologie (W3) an, den vor ihr Horst Brunner innehatte. Dorothea Klein wurde im Jahr 2020 emeritiert.

## Forschung
Schwerpunkte ihrer Forschung bilden die Sangspruchdichtung des Hochmittelalters und die Überlieferungsgeschichte pragmatischer und lyrischer Texte. Zudem legte sie mehrere Editionen mittelalterlicher Werke vor, unter anderem zur Weltchronik Heinrichs von München und zu Mauricius von Craûn, einer Verserzählung eines unbekannten Autors.
Sie ist Mitherausgeberin mehrerer Schriftenreihen. Mit Udo Kühne gibt sie die Beiträge zur Literatur- und Kulturgeschichte des Mittelalters und der Neuzeit, die Spolia Berolinensia, heraus. Im Verfasserlexikon zur deutschen Literatur des Mittelalters veröffentlichte sie eine Vielzahl von Einträgen. Ihre 2006 erstmals erschienene Einführung „Mittelalter – Lehrbuch Germanistik“ liefert einen Überblick über zahlreiche Aspekte mittelalterlicher Literatur und richtet sich an ein breiteres Lesepublikum.

## Veröffentlichungen

### Monografien und Editionen
- Bildung und Belehrung. Untersuchungen zum Dramenwerk des Hans Sachs (= Stuttgarter Arbeiten zur Germanistik. Band 197). Stuttgart 1988, ISBN 3-88099-201-0.
- Studien zur „Weltchronik“ Heinrichs von München. Bd. 3.1: Text- und überlieferungsgeschichtliche Untersuchungen zur Redaktion β. Wiesbaden 1998, ISBN 978-3-89500-034-8.
- Mauricius von Craûn. Mittelhochdeutsch / Neuhochdeutsch. Neu übersetzt und kommentiert. Stuttgart 1999. ISBN 978-3-15-008796-1.
- Mittelalter. Lehrbuch Germanistik. 2., aktualis. Auflage. Stuttgart 2015. ISBN 978-3-476-02596-8.
- Minnesang. Mittelhochdeutsche Liebeslieder. Mittelhochdeutsch / Neuhochdeutsch. Neu übersetzt und kommentiert. Stuttgart 2010. ISBN 978-3-15-018781-4.

### Herausgeberschaften (Auswahl)
- Studien zur „Weltchronik“ Heinrichs von München. 3 Bände. Wiesbaden 1999 (=  Wissensliteratur im Mittelalter. Band 29, 30,1–2 und 31,1–2), hier:
  - Band 1 (Redaktion): Horst Brunner (Hrsg.): Überlieferung, Forschungsbericht, Untersuchungen, Texte.
  - Band 3/1: Text- und Überlieferungsgeschichtliche Untersuchungen zur Redaktion β.
  - Band 3/2: Die wichtigsten Textfassungen in synoptischer Darstellung.
- Sangspruchdichtung. Gattungskonstitution und Gattungsinterferenzen im europäischen Kontext. Tübingen 2007, ISBN 978-3-484-10808-0.
- mit Horst Brunner und Freimut Löser: Überlieferungsgeschichte transdisziplinär. Neue Perspektiven auf ein germanistisches Forschungsparadigma. Wiesbaden 2016, ISBN 978-3-95490-140-1.
- Ehre. Fallstudien zu einem anthropologischen Phänomen in der Vormoderne. Würzburg 2019, ISBN 978-3-8260-6736-5.
- mit Ina Bergmann: Kulturen der Einsamkeit. Würzburg 2020, ISBN 978-3-8260-6952-9.